# La Concordia (Ecuador)
La Concordia es una ciudad ecuatoriana; cabecera cantonal del Cantón La Concordia, perteneciente a la Provincia de Santo Domingo de los Tsáchilas. Se localiza al norte de la región litoral del Ecuador, en una extensa llanura, a una altitud de 217 m s. n. m. y con un clima lluvioso tropical de 24,5 °C en promedio.
En el censo de 2022 tenía una población de 35.474 habitantes, lo que la convierte en la cuadragésima tercera ciudad más poblada del país. Forma parte de la área metropolitana de Santo Domingo, pues su actividad económica, social y comercial está fuertemente ligada a Santo Domingo, siendo "ciudad dormitorio" para miles de personas que se trasladan a aquella urbe por vía terrestre diariamente. El conglomerado alberga a 621.697 habitantes, y ocupa la octava posición entre las conurbaciones del Ecuador.
Sus orígenes datan de mediados del siglo XX. Desde su fundación, la urbe ha presentado un acelerado crecimiento demográfico, debido a su ubicación geográfica, hasta establecer un poblado urbano. Históricamente, el territorio de La Concordia fue disputado por Pichincha y Esmeraldas, hasta su cantonización y su posterior incorporación a la Provincia de Santo Domingo de los Tsáchilas.  Las actividades principales de la ciudad son el comercio, la ganadería y la agricultura.

## Toponimia
Según una versión, el 15 de noviembre de 1955, un grupo de moradores de la zona, en una reunión, decidieron bautizar a la nueva población como La Concordia.

## Historia
El 9 de octubre de 1918, el Congreso da al Municipio de Esmeraldas en posesión los terrenos del lugar, de acuerdo a la ley territorial de 1895, y siendo marcada por los hitos entre Esmeraldas y Pichincha en 1950. En la primera mitad del siglo XX, se construyó la carretera Santo Domingo - Quinindé. en la década de los 40, empezaron a asentarse algunas familias provenientes de Esmeraldas, Manabí y Pichincha, comprando sus lotes al Municipio de Esmeraldas, entre los principales compradores están Guillermo Pérez Chiriboga (padre del
ex - prefecto de Pichincha), (que adquirió 200 ha. el 20 de agosto de 1946 según Vinicio Reyes, notario segundo de Esmeraldas), Alia Eliuty, Miguel Páez Jijón, entre otros.
El 23 de junio de 1953, se colocaron dos hitos en las que se grabó esa fecha y se colocó la inscripción de Pichincha y Esmeraldas a cada lado, a un lado de la carretera Santo Domingo - Esmeraldas, en el km. 34.7; tiempo después aquellos hitos quedaron en medio de la población, y fueron destruidos por manifestantes. El 15 de noviembre de 1955, en una reunión de pobladores, se crea de facto, el poblado de "La Concordia".
La población empezó a crecer aceleradamente, y el problema limítrofe comenzó en la década de los 70. En 1977, la Dictadura  Militar creó la Comisión Especial de Límites Internos de la República (CELIR), y fue el Cantón Santo Domingo el primero en reclamar a La Concordia como posesión suya. Desde ese entonces, el territorio de La Concordia fue disputado por Pichincha y Esmeraldas; por lo que durante décadas las manifestaciones y enfrentamientos retrasaron el desarrollo del poblado, que creció desordenadamente.
El 9 de diciembre de 2006, se aprobó una ordenanza de parroquialización de La Concordia por parte del Concejo Cantonal de Santo Domingo, pero nunca se oficializó la parroquia ya que el 26 de noviembre de 2007 con la publicación en el Registro Oficial n.º 219 se creó el Cantón La Concordia como Provincia de Esmeraldas. Esto desató protestas de los simpatizantes de Santo Domingo y Pichincha (en ese entonces Santo Domingo ya se había separado de Pichincha, constituyendo una provincia nueva).
El 5 de febrero de 2012 se realizó una consulta popular mediante orden del presidente Rafael Correa, para que toda la población del Cantón La Concordia decida a qué provincia desea pertenecer, dicha Consulta se la realizó con justificativo en el Art. 30 de transición donde se señala llamar a elecciones a zonas con problemas de límites y pertenencias. Bajo la observación y el control del Consejo Nacional Electoral (CNE), y una fuerte militarización de la zona, los resultados fueron favorables para la Provincia de Santo Domingo de los Tsáchilas con 15.084 votos, para Esmeraldas 6.456, nulos 1.343 y blanco 351, de un total de 23.234 votantes. El 31 de mayo de 2013 la Asamblea Nacional aprobó un proyecto que reformó la Ley de Creación del Cantón La Concordia, donde se definió que ese cantón era parte de la provincia tsáchila. La reforma, heredada del periodo anterior, tuvo 110 votos a favor, 7 en contra y 10 abstenciones.

## Geografía
Está situada al noroccidente de la Provincia de Santo Domingo de los Tsáchilas, a 217 m s. n. m. en la zona noroccidental del Ecuador, una de la zonas con mayor pluviosidad y riqueza hidrológica del país. Es una zona climática lluviosa tropical, su temperatura habitual es de unos 20 a 35 °C en verano.

### Clima
De acuerdo con la clasificación climática de Köppen, La Concordia experimenta un clima monzónico (Am), el cual se caracteriza por las temperaturas altas y constantes lluvias durante todo el año. Las estaciones del año no son sensibles en la zona ecuatorial, no obstante, su proximidad al océano Pacífico hace que las corrientes de Humboldt (fría) y de El Niño (cálida) marquen dos períodos climáticos bien diferenciados: un pluvioso y cálido invierno, que va de diciembre a junio, y un "verano" ligeramente más fresco y seco, entre julio y noviembre. 
Su temperatura promedio anual es de 24,5 °C, siendo abril el mes más cálido, con un promedio de 25,4 °C, mientras agosto es el mes más frío, con 23,7 °C en promedio. Es un clima isotérmico por sus constantes precipitaciones durante todo el año (amplitud térmica anual inferior a 2 °C entre el mes más frío y el más cálido), si bien la temperatura real no es extremadamente alta, la humedad hace que la sensación térmica se eleve hacia los 35 °C o más. En cuanto a la precipitación, goza de lluvias abundantes y regulares siempre superiores a 3700 mm por año; hay una diferencia de 648,4 mm de precipitación entre los meses más secos y los más húmedos; marzo (21 días) tiene los días más lluviosos por mes en promedio, mientras la menor cantidad de días lluviosos se mide en agosto (11 días). La humedad relativa también es constante, con un promedio anual de 84,1%. 
| Parámetros climáticos promedio de La Concordia, Ecuador | Parámetros climáticos promedio de La Concordia, Ecuador | Parámetros climáticos promedio de La Concordia, Ecuador | Parámetros climáticos promedio de La Concordia, Ecuador | Parámetros climáticos promedio de La Concordia, Ecuador | Parámetros climáticos promedio de La Concordia, Ecuador | Parámetros climáticos promedio de La Concordia, Ecuador | Parámetros climáticos promedio de La Concordia, Ecuador | Parámetros climáticos promedio de La Concordia, Ecuador | Parámetros climáticos promedio de La Concordia, Ecuador | Parámetros climáticos promedio de La Concordia, Ecuador | Parámetros climáticos promedio de La Concordia, Ecuador | Parámetros climáticos promedio de La Concordia, Ecuador | Parámetros climáticos promedio de La Concordia, Ecuador |
| Mes                                                     | Ene.                                                    | Feb.                                                    | Mar.                                                    | Abr.                                                    | May.                                                    | Jun.                                                    | Jul.                                                    | Ago.                                                    | Sep.                                                    | Oct.                                                    | Nov.                                                    | Dic.                                                    | Anual                                                   |
| ------------------------------------------------------- | ------------------------------------------------------- | ------------------------------------------------------- | ------------------------------------------------------- | ------------------------------------------------------- | ------------------------------------------------------- | ------------------------------------------------------- | ------------------------------------------------------- | ------------------------------------------------------- | ------------------------------------------------------- | ------------------------------------------------------- | ------------------------------------------------------- | ------------------------------------------------------- | ------------------------------------------------------- |
| Temp. máx. media (°C)                                   | 29.4                                                    | 30.1                                                    | 30.8                                                    | 30.6                                                    | 29.7                                                    | 28.6                                                    | 28.2                                                    | 28.3                                                    | 28.8                                                    | 28.4                                                    | 28.4                                                    | 29.1                                                    | 29.2                                                    |
| Temp. media (°C)                                        | 24.6                                                    | 25.0                                                    | 25.4                                                    | 25.4                                                    | 25.1                                                    | 24.5                                                    | 23.9                                                    | 23.7                                                    | 24.0                                                    | 23.9                                                    | 23.8                                                    | 24.4                                                    | 24.5                                                    |
| Temp. mín. media (°C)                                   | 21.5                                                    | 21.7                                                    | 21.9                                                    | 21.9                                                    | 22.0                                                    | 21.4                                                    | 20.8                                                    | 20.6                                                    | 20.6                                                    | 20.9                                                    | 20.7                                                    | 21.3                                                    | 21.3                                                    |
| Precipitación total (mm)                                | 430.2                                                   | 577.2                                                   | 632.1                                                   | 724.7                                                   | 435.0                                                   | 212.6                                                   | 117.0                                                   | 76.3                                                    | 128.2                                                   | 117.3                                                   | 81.7                                                    | 178.6                                                   | 3710.9                                                  |
| Días de precipitaciones (≥ 1.0 mm)                      | 21                                                      | 19                                                      | 21                                                      | 20                                                      | 19                                                      | 15                                                      | 13                                                      | 11                                                      | 14                                                      | 15                                                      | 15                                                      | 18                                                      | 201                                                     |
| Horas de sol                                            | 127.1                                                   | 142.8                                                   | 167.4                                                   | 147                                                     | 127.1                                                   | 87                                                      | 74.4                                                    | 65.1                                                    | 57                                                      | 55.8                                                    | 63                                                      | 89.9                                                    | 1203.6                                                  |
| Humedad relativa (%)                                    | 87                                                      | 88                                                      | 87                                                      | 87                                                      | 87                                                      | 86                                                      | 84                                                      | 81                                                      | 79                                                      | 80                                                      | 80                                                      | 83                                                      | 84.1                                                    |
| Fuente: NOAA Climate-data.org                           |                                                         |                                                         |                                                         |                                                         |                                                         |                                                         |                                                         |                                                         |                                                         |                                                         |                                                         |                                                         |                                                         |

## Política
Territorialmente, la ciudad de La Concordia está organizada en una sola parroquia urbana, mientras que existen 3 parroquias rurales con las que complementa el área total del Cantón La Concordia. El término "parroquia" es usado en el Ecuador para referirse a territorios dentro de la división administrativa municipal.
La ciudad y el cantón La Concordia, al igual que las demás localidades ecuatorianas, se rige por una municipalidad según lo previsto en la Constitución de la República. El Gobierno Autónomo Descentralizado Municipal de La Concordia, es una entidad de gobierno seccional que administra el cantón de forma autónoma al gobierno central. La municipalidad está organizada por la separación de poderes de carácter ejecutivo representado por el alcalde, y otro de carácter legislativo conformado por los miembros del concejo cantonal.
La Municipalidad de La Concordia, se rige principalmente sobre la base de lo estipulado en los artículos 253 y 264 de la Constitución Política de la República y en la Ley de Régimen Municipal en sus artículos 1 y 16, que establece la autonomía funcional, económica y administrativa de la Entidad.

### Alcaldía
El poder ejecutivo de la ciudad es desempeñado por un ciudadano con título de Alcalde del Cantón La Concordia, el cual es elegido por sufragio directo en una sola vuelta electoral, sin fórmulas o binomios en las elecciones municipales. El vicealcalde no es elegido de la misma manera, ya que una vez instalado el Concejo Cantonal se elegirá entre los ediles un encargado para aquel cargo. El alcalde y el vicealcalde duran cuatro años en sus funciones, y en el caso del alcalde, tiene la opción de reelección inmediata o sucesiva. El alcalde es el máximo representante de la municipalidad y tiene voto dirimente en el concejo cantonal, mientras que el vicealcalde realiza las funciones del alcalde de modo suplente mientras no pueda ejercer sus funciones el alcalde titular.
El alcalde cuenta con su propio gabinete de administración municipal mediante múltiples direcciones de nivel de asesoría, de apoyo y operativo. Los encargados de aquellas direcciones municipales son designados por el propio alcalde. Actualmente, la alcaldesa de La Concordia es Sandra Ocampo, elegida para el periodo 2023 - 2027.

### Concejo cantonal
El poder legislativo de la ciudad es ejercido por el Concejo Cantonal de La Concordia el cual es un pequeño parlamento unicameral que se constituye al igual que en los demás cantones mediante la disposición del artículo 253 de la Constitución Política Nacional. De acuerdo a lo establecido en la ley, la cantidad de miembros del concejo representa proporcionalmente a la población del cantón.
La Concordia posee 5 concejales, los cuales son elegidos mediante sufragio (Sistema D'Hondt) y duran en sus funciones cuatro años pudiendo ser reelegidos indefinidamente. De los cinco ediles, 4 representan a la población urbana mientras que uno representa a las 3 parroquias rurales. El alcalde y el vicealcalde presiden el concejo en sus sesiones. Al recién instalarse el concejo cantonal por primera vez los miembros eligen de entre ellos un designado para el cargo de vicealcalde de la ciudad.

## Turismo
La ciudad se encuentra con una creciente reputación como destino turístico, por su ubicación en plena selva del Chocó biogeográfico. A través de los años, La Concordia ha incrementado notablemente su oferta turística; actualmente, el índice turístico creció gracias a la campaña turística emprendida por el gobierno nacional, "All you need is Ecuador". El turismo de la ciudad se enfoca en su belleza natural. En cuanto al turismo ecológico, la urbe cuenta con espaciosas áreas verdes, y la mayoría de los bosques y atractivos cercanos están bajo su jurisdicción.
El turismo de la ciudad se relaciona íntimamente con el resto del cantón; el principal atractivo del cantón es la naturaleza, dotada de una alta biodiversidad, en una variedad de ecosistemas que se extienden en una zona con un alto índice de especies endémicas, considerada por científicos ambientales como laboratorio para la investigación genética mundial. A través de los años ha continuado con su tradición comercial, y actualmente en un proceso fundamentalmente económico, apuesta al turismo, reflejándose en los cambios en el ornato de la ciudad. Los destinos turísticos más destacados son:
- Bosque Protector La Perla: Denominado “La Perla” desde hace medio siglo. Este Bosque Protector forma parte de la hacienda del mismo nombre, se considera una de las reservas naturales más importantes de la zona. Es hogar de 250 especies de aves como el tucán y guacamayos, 33 variedades de helechos y pequeños animales, como la guatusa, armadillo y cuchucho. Para llegar debe tomar los buses que van a Quinindé y La Concordia pasan frente al Bosque Protector La Perla. A 300 metros de la carretera, se encuentra la casa de la administración, cuenta además con servicio de guías.[7]

- Otros atractivos: Otro sector muy conocido es la comunidad "Flor del Valle", lugar que brinda la oportunidad de relacionarse con la naturaleza. Los ríos Mache, Búa, Blanco y Quinindé son balnearios ideales para deportes como: rafting, kayak, campismo, ciclismo de montaña, tubing, y senderismo. Existen varios complejos recreacionales, y quien los visite podrá dar un paseo por sus canchas deportivas, piscinas, pistas de baile y restaurantes.

## Transporte
El transporte público es el principal medio transporte de los habitantes de la ciudad, tiene un servicio de bus público interparroquial e intercantonal para el transporte a localidades cercanas. Buena parte de las calles de la ciudad están asfaltadas o adoquinadas, aunque algunas están desgastadas y el resto de calles son lastradas, principalmente en los barrios nuevos que se expanden en la periferia de la urbe.

#### Avenidas importantes
- Simón Plata Torres
- Guayas
- Bypass
- Juan Montalvo
- Loja
- 1 de mayo
- Luis Vargas Torres

## Economía
La Concordia es una ciudad de amplia actividad comercial. Alberga grandes organismos financieros y comerciales de la zona. Su economía se basa en el comercio, la ganadería y la agricultura. Las mayores industrias extracción de la ciudad están conformadas por la maderera y agrícola (piscicultura, avicultura, etc.) Los principales ingresos de los concordenses son el comercio formal e informal, los negocios, la agricultura y la acuicultura; el comercio de la gran mayoría de la población consta de pymes y microempresas, sumándose de forma importante la economía informal que da ocupación a miles de personas.
La actividad comercial y los beneficios que brindan se ven también a nivel corporativo, las oportunidades del sector privado al desarrollar modelos de negocios que generen valor económico, ambiental y social, están reflejadas en el desarrollo de nuevas estructuras, la inversión privada ha formado parte en el proceso del crecimiento de la ciudad, los proyectos inmobiliarios y oficinas, han ido en aumento, convirtiendo a la ciudad en un punto estratégico y atractivo para hacer negocios en la zona.

## Medios de comunicación
La ciudad posee una red de comunicación en continuo desarrollo y modernización. En la ciudad se dispone de varios medios de comunicación como prensa escrita, radio, televisión, telefonía, Internet y mensajería postal.
- Telefonía: Si bien la telefonía fija se mantiene aún con un crecimiento periódico, esta ha sido desplazada muy notablemente por la telefonía celular, tanto por la enorme cobertura que ofrece y la fácil accesibilidad. Existen 3 operadoras de telefonía fija, CNT (pública), TVCABLE y Claro (privadas) y cuatro operadoras de telefonía celular, Movistar, Claro y Tuenti (privadas) y CNT (pública).

- Radio: Dentro de esta lista se menciona una gran cantidad de sistemas radiales de transmisión nacional y local e incluso de provincias vecinas.

- Medios televisivos: La mayoría son nacionales, aunque se ha incluido canales locales recientemente. El apagón analógico se estableció para el 31 de diciembre de 2023.[8]

## Deporte
La Liga Deportiva Cantonal de La Concordia es el organismo rector del deporte en todo el Cantón La Concordia y por ende en la urbe se ejerce su autoridad de control. El deporte más popular en la ciudad, al igual que en todo el país, es el fútbol, siendo el deporte con mayor convocatoria. El Club Deportivo Especializado Formativo San Rafael, es el único equipo concordense activo en la Asociación de Fútbol No Amateur de Santo Domingo de los Tsáchilas, que participa en el Campeonato Provincial de Segunda Categoría de Santo Domingo. Al ser una localidad pequeña en la época de las fundaciones de los grandes equipos del país, La Concordia carece de un equipo simbólico de la ciudad, por lo que sus habitantes son aficionados en su mayoría de los clubes guayaquileños: Barcelona Sporting Club y Club Sport Emelec. 
El principal recinto deportivo para la práctica del fútbol es el Estadio Jorge Chiriboga Guerrero. Fue inaugurado en 1991, y es usado mayoritariamente para la práctica del fútbol, pues allí juega como local el Club Deportivo Especializado Formativo San Rafael; tiene capacidad para 5.000 espectadores. El estadio es sede de distintos eventos deportivos a nivel local, así como es escenario para varios eventos de tipo cultural, especialmente conciertos musicales.